# 18 Months
18 Months è il terzo album in studio del DJ e produttore Calvin Harris, pubblicato il 29 ottobre 2012 dall'etichetta discografica Columbia Records.

## Tracce
1. Green Valley – 1:49
2. Bounce – 3:42
3. Feel So Close – 3:26
4. We Found Love (feat. Rihanna) – 3:35
5. We'll Be Coming Back (feat. Example) – 3:54
6. Mansion – 2:07
7. Iron – 3:39
8. I Need Your Love (feat. Ellie Goulding) – 3:54
9. Drinking from the Bottle (feat. Tinie Tempah) – 4:00
10. Sweet Nothing (feat. Florence Welch) – 3:32
11. School – 1:47
12. Here 2 China – 2:32
13. Let's Go (feat. Ne-Yo) – 3:52
14. Awooga – 3:51
15. Thinking About You (feat. Ayah Marar) – 4:07

## Classifiche
| Classifica (2012) | Posizione massima |
| ----------------- | ----------------- |
| Australia         | 1                 |
| Austria           | 52                |